# تورک تاجیری، پلاتلی
تورک تاجیری، پلاتلی (به لاتین: Türktaciri, Polatlı) یک منطقهٔ مسکونی در ترکیه است که در پولاتلی واقع شده‌است.